# Уджано-ла-Кьеза
Уджано-ла-Кьеза (итал. Uggiano la Chiesa) — коммуна в Италии, располагается в регионе Апулия, в провинции Лечче.
Население составляет 4311 человек (2008 г.), плотность населения составляет 310 чел./км². Занимает площадь 14 км². Почтовый индекс — 73020. Телефонный код — 0836.
Покровительницей коммуны почитается святая равноапостольная Мария Магдалена. Праздник ежегодно празднуется 22 июля.

## Демография
Динамика населения:

## Администрация коммуны
- Официальный сайт: https://web.archive.org/web/20060304074554/http://www.comuneuggianolachiesa.org/